# Профессионально-педагогический колледж СГТУ имени Ю. А. Гагарина
Профессионально-педагогический колледж СГТУ имени Ю. А. Гагарина — среднее специальное учебное заведение в г. Саратове. С 2011 года — структурное подразделение СГТУ имени Ю. А. Гагарина. В 1992—2011 годах — Саратовский государственный индустриально-педагогический колледж им. Ю. А. Гагарина. Вошло в историю благодаря тому, что в его стенах в 1951—1955 годах обучался Ю. А. Гагарин.

## История
30 августа 1871 года в Саратове было открыто городское ремесленное училище по инициативе саратовского купца 1-й гильдии Т. Е. Жёгина. Здание училища было построено в 1871 году на Большой Кострижной (ныне Сакко и Ванцетти) улице. После открытия училище посетили император Александр II с наследником Александром Александровичем и сыном Владимиром. В честь этого события на здании училища была помещена мемориальная доска, а училище стало называться Александровское ремесленное училище.
В начале 1920-х годов училищу было присвоено наименование Саратовское Советское ремесленное училище. «Профессиональная школа им. А. В. Луначарского», затем «Ремесленное училище № 2».
5 января 1945 года приказом Главного управления трудовых резервов, на базе училища № 2 был создан Саратовский индустриальный техникум. Ему предписывалось готовить мастеров производственного обучения, в том числе и по литейному делу.
С 1964 года — индустриально-педагогический техникум, а в 1969 году ему было присвоено имя Ю. А. Гагарина.
В 1992 году техникум был реорганизован в колледж, а в 2011 году колледж был вновь реорганизован и вошел как структурное подразделение Саратовского государственного технического университета имени Ю. А. Гагарина.
С 1951 года по 1955 год Гагарин учился в Саратовском индустриальном техникуме. На сегодняшний день закрыто ремесленное училище в Люберцах, учеником которого был Гагарин, а также Оренбургское военное училище, которое он закончил. Таким образом, на данный момент колледж — единственное действующее учебное заведение из тех, в которых учился Гагарин.
После Люберецкого ремесленного училища № 10 Гагарин, с целью продолжить обучение по специальности, переезжает в Саратов и поступает в Саратовский индустриальный техникум:

«Директору Саратовского индустриального техникума министерства трудовых резервов от ученика ремесленного училища № 10 группы № 21 Гагарина Юрия Алексеевича, родившегося в 1934 году в Смоленской области Гжатского района, Клушинском с/с, деревня Клушино. Член ВЛКСМ с 1949 года.
Заявление.
Прошу Вас зачислить меня учеником вверенного Вам техникума, так как я желаю повышать свои знания в области литейного производства и принести как можно больше пользы своей Родине. Все требования, предъявляемые ко мне, обязуюсь выполнять честно и беспрекословно. 06.07.1951. Ученик РУ-10 Гагарин».

За четыре года обучения он сдал 32 экзамена, по 31 предмету получил оценку «пять» и только по «Психологии» — «четыре». 29 июня 1955 года Ю. А. Гагарин с отличием защищает диплом и получает специальность техника-литейщика.

## Народный музей Гагарина
Рядом со зданием колледжа находится Народный музей Гагарина. На доме висит табличка:

Памятник градостроительства и архитектуры местного значения.
Дом жилой для смотрителя Александровского ремесленного училища 1894 г.

Охраняется государством

## Фотографии

Бюст Гагарина Ю.А.
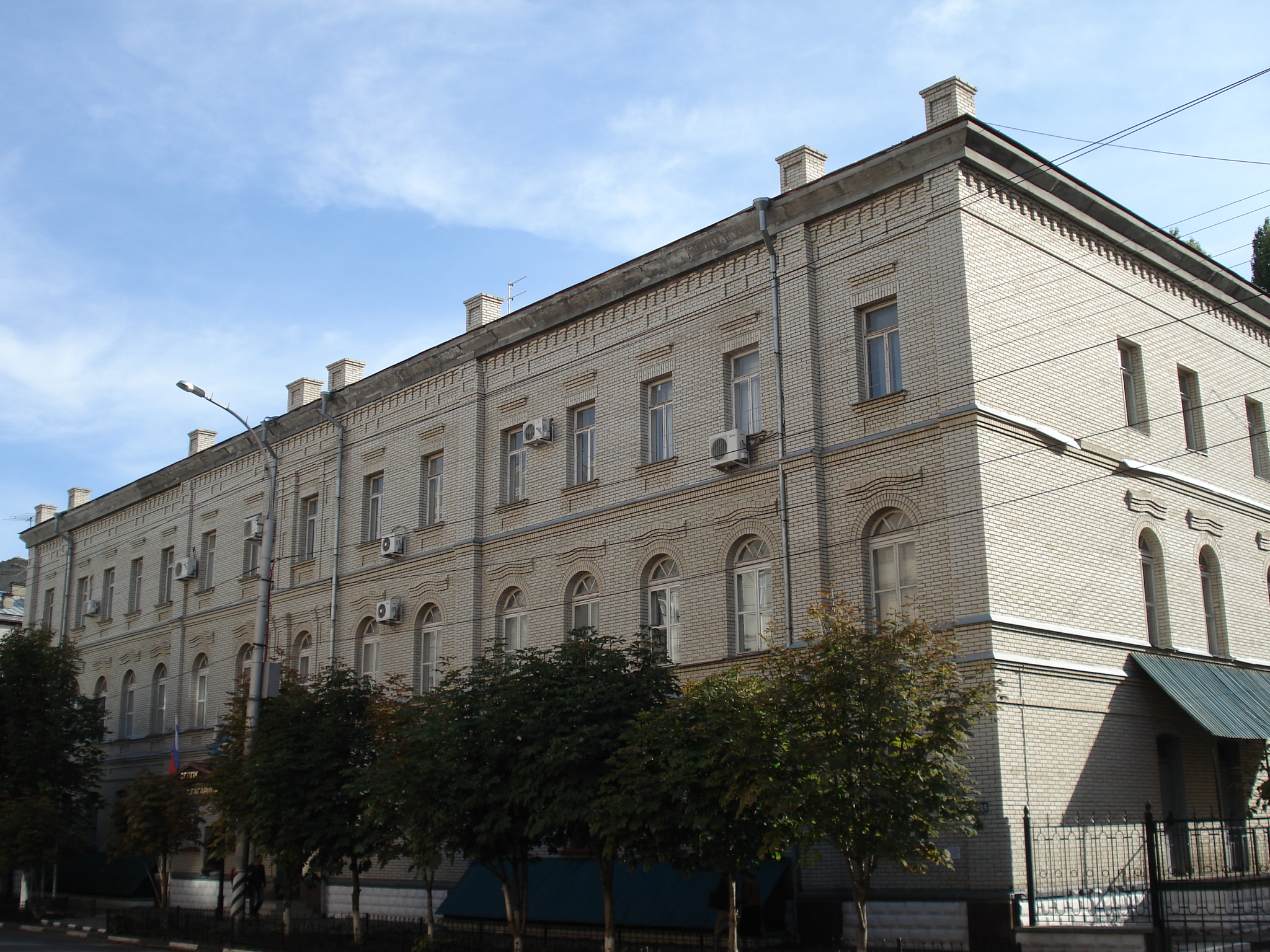
Индустриальный техникум 2012г.
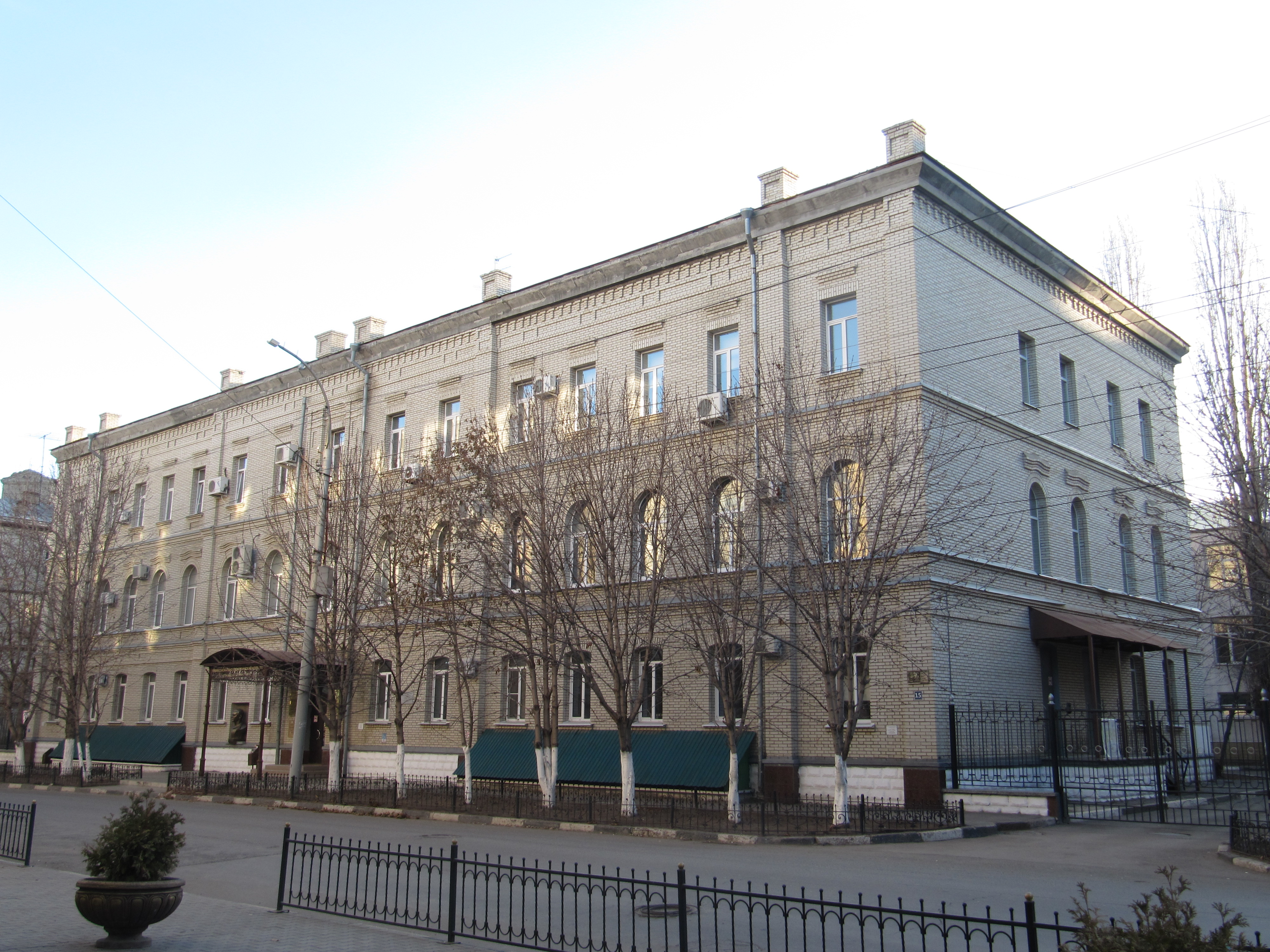
Колледж имени Гагарина
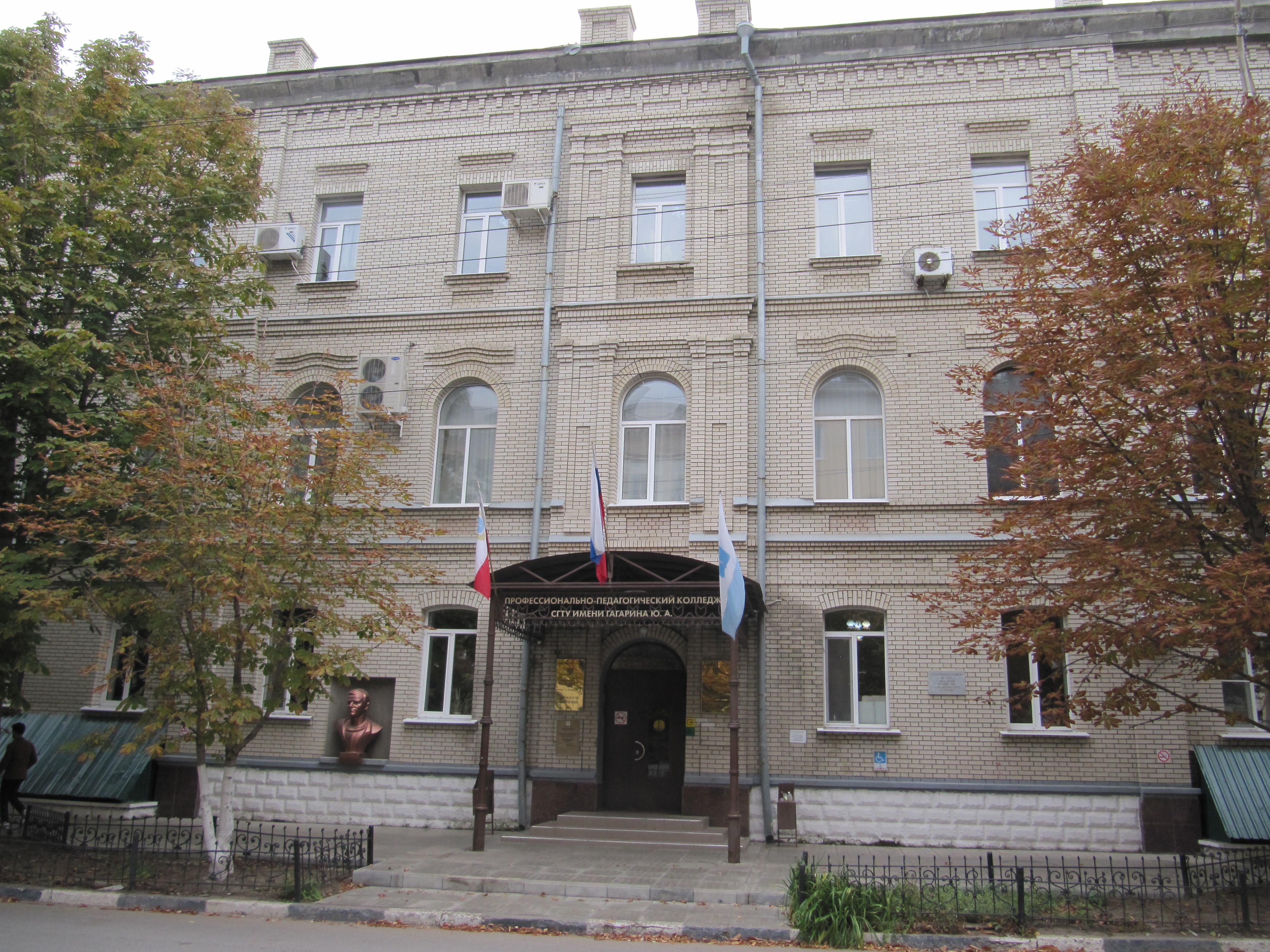
Колледж Гагарина, вход
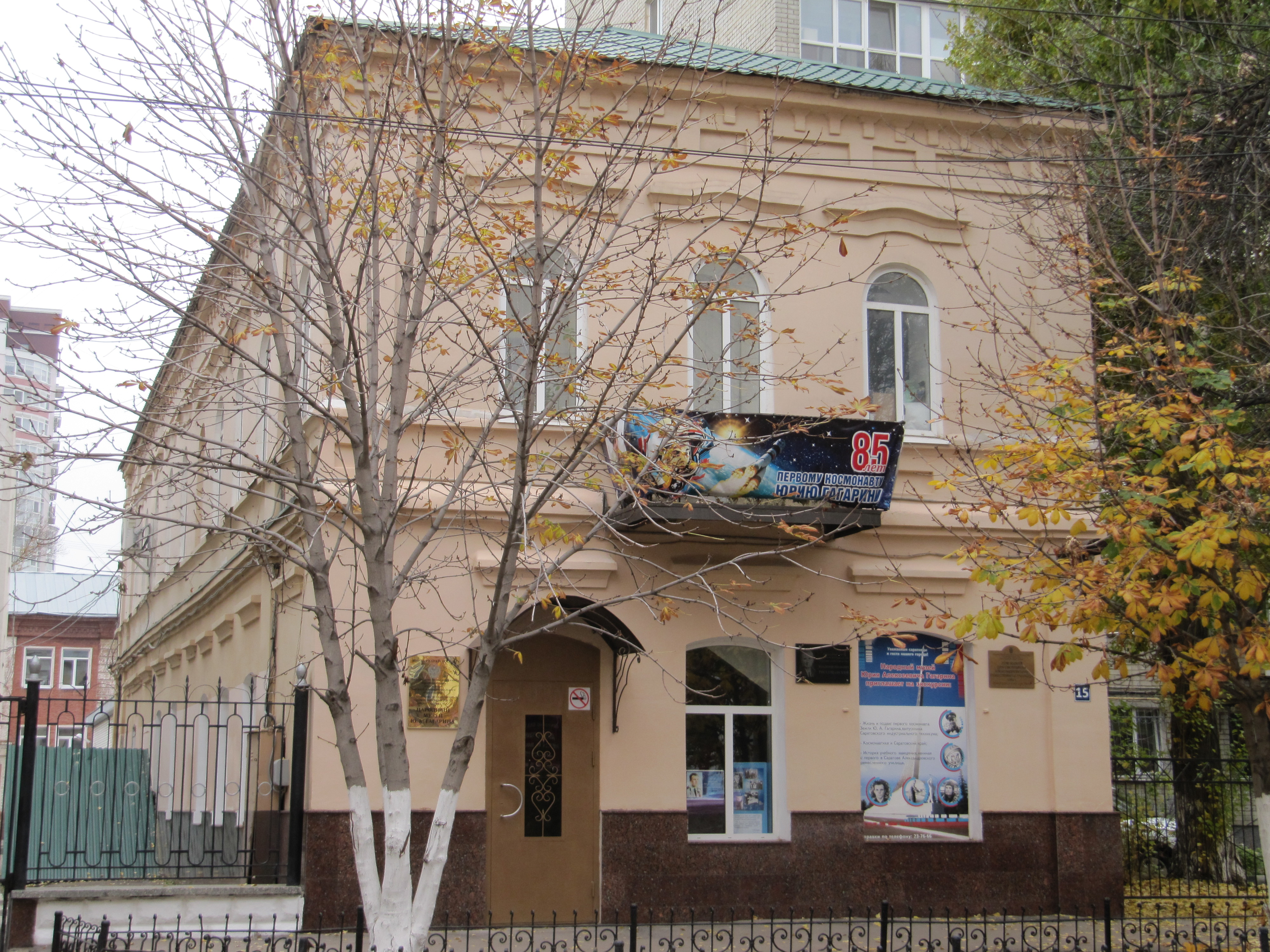
Народный музей Гагарина
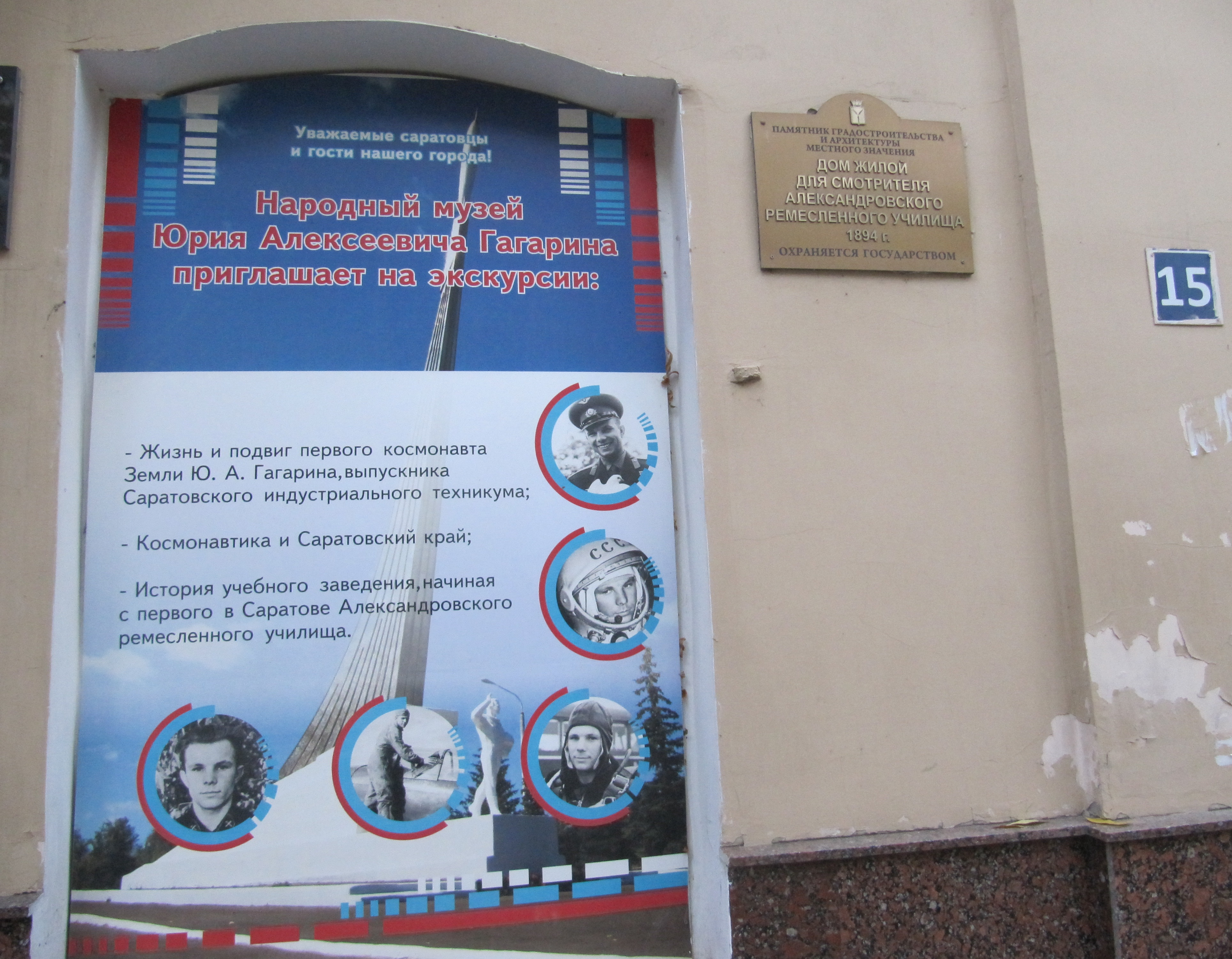
Народный музей Гагарина